# Jastrzębski Węgiel
Maillots
Le Klub Sportowy Jastrzębski Węgiel Spółka Akcyjna, abrégé en Jastrzębski Węgiel, est un club de volley-ball polonais fondé en 1949 et basé à Jastrzębie-Zdrój et évoluant au plus haut niveau national (Liga Polska).

## Palmarès
- Championnat de Pologne (4)
  - Vainqueur : 2004, 2021, 2023, 2024
- Coupe de Pologne (1)
  - Vainqueur : 2010
  - Finaliste : 2021
- Supercoupe de Pologne (2)
  - Vainqueur : 2021, 2022
  - Finaliste : 2023, 2024

## Joueurs et personnalités du club

### Entraîneurs
- 1989-1990 :  Waldemar Kuczewski
- 1990-1991 :  Bolesław Orlikowski
- 1991-1994 :  Marek Kotulski
- 1994-1998 :  Zdzisław Grodecki
- 1998-1999 :  Waldemar Kuczewski
- 1999-2003 :  Jan Such
- 2003-2006 :  Igor Prieložný
- 2006-2007 :  Ryszard Bosek
- 2007 :  Tomaso Totolo
- 2007-2010 :  Roberto Santilli
- 2010 :  Igor Prieložný
- 2010-2014 :  Lorenzo Bernardi
- 2014-2015 :  Roberto Piazza
- 2015-2018 :  Mark Lebedew
- 2018 :  Ferdinando De Giorgi
- 2018-2019 :  Roberto Santilli
- 2019 :  Luke Reynolds
- 2019-2020 :  Slobodan Kovač
- 2020-2021 :  Luke Reynolds
- 2021-2022 :  Andrea Gardini
- 2022 :  Nicola Giolito
- 2022- :  Marcelo Méndez

## Effectif actuel (2024-2025)

### Joueurs majeurs
- Nikolay Ivanov
- Lukasz Kadziewicz
- Yacine Louati
- Julien Lyneel
- Nicolas Maréchal
- Dawid Murek
- Daniel Pliński
- Guillaume Quesque
- Guillaume Samica
- Grzegorz Szymanski

## Galerie

Ancien logo